# Pongsakorn Poonsamrit
Pongsakorn Poonsamrit (thailändisch พงศกร พูนสัมฤทธิ์, * 1. Oktober 2002) ist ein thailändischer Fußballspieler.

## Karriere
Pongsakorn Poonsamrit steht seit 2021 beim Chainat Hornbill FC unter Vertrag. Der Verein aus Chainat spielte in der zweithöchsten thailändischen Liga, der Thai League 2. Sein Zweitligadebüt gab er am 28. Februar 2021 (25. Spieltag) im Auswärtsspiel gegen den Lampang FC. Hier wurde er in der 66. Minute für Thiraphong Yangdi eingewechselt. Im August 2021 wechselte er auf Leihbasis zum Drittligisten See Khwae City FC. Der Verein aus Nakhon Sawan spielte er 18-mal in der Northern Region der Liga. Nach der Saison wurde er im Juli 2022 fest von See Khwae City unter Vertrag genommen. In der Saison 2022/23 bestritt er 21 Ligaspiele für den Drittligisten. Im August 2023 kehrte er zum Zweitligisten Chainat Hornbill zurück.